# Liste der Bodendenkmale in Schwerin (Landkreis Dahme-Spreewald)
Die Liste der Bodendenkmale in Schwerin (Landkreis Dahme-Spreewald) enthält alle Bodendenkmale der brandenburgischen Gemeinde Schwerin und ihrer Ortsteile. Grundlage ist die Veröffentlichung der Landesdenkmalliste mit dem Stand vom 31. Dezember 2020. Die Baudenkmale sind in der Liste der Baudenkmale in Schwerin (Landkreis Dahme-Spreewald) aufgeführt.
|   | Gemarkung       | Flur | Kurzansprache                                           | Bodendenkmalnummer | Bemerkung | Bild |
| - | --------------- | ---- | ------------------------------------------------------- | ------------------ | --------- | ---- |
| 1 | Schwerin (Lage) | 2    | Rast- und Werkplatz Steinzeit, Siedlung Bronzezeit      | 13245              |           |      |
| 2 | Schwerin (Lage) | 2    | Rast- und Werkplatz Steinzeit, Siedlung Bronzezeit      | 13246              |           |      |
| 3 | Schwerin (Lage) | 2    | Rast- und Werkplatz Mesolithikum, Siedlung Urgeschichte | 13247              |           |      |